# Thereva curticornis
Thereva curticornis är en tvåvingeart som beskrevs av Krober 1912. Thereva curticornis ingår i släktet Thereva och familjen stilettflugor. Inga underarter finns listade i Catalogue of Life.